# Ciro de Freitas Vale
Ciro de Freitas Vale (* 16. August 1896 in São Paulo; † 7. November 1969 in Rio de Janeiro) war ein brasilianischer Jurist, Diplomat und  Außenminister.

## Leben
Cyro de Freitas Valle war der Sohn von Antonieta Egídio de Sousa Aranha de Freitas Valle und des Senators José de Freitas Valle sowie der Neffe Oswaldo Aranhas.
Bis 1916 studierte er Rechtswissenschaft an der Universität São Paulo. Von Januar bis März 1939 führte er die Geschäfte des Außenministers in der Regierung von Getúlio Vargas. Von Mai bis Juni 1949 führte er die Geschäfte des Außenministers in der Regierung von Eurico Gaspar Dutra. Von 1934 bis 1936 war er Gesandter in Den Haag. Bis 1937 vertrat er zeitweise Onkel Oswaldo Aranha als Botschafter in Washington, D.C. Von 1936 bis 1937 war er Gesandter in La Paz. Vom 7. Februar bis 1. Mai 1937 war er Botschafter in Havanna, vom 28. Juni 1937 bis 10. Dezember 1938  in Bukarest.
Von August 1939 bis 28. Januar 1942  vertrat er sein Land als Botschafter in Berlin. Die diplomatischen Beziehungen der beiden Diktaturen waren sehr gut. Im Juni 1940 lieferte das Deutsche Reich 40 Rohre der 8,8-cm-FlaK 18/36/37 der Friedrich Krupp AG, 11.800 Schuss Flugabwehrmunition des Kalibers 56, 20 Batterien 75 mm bzw. 35 mm Flugabwehrkanonen und 28 schwere Militärfahrzeuge über Genua nach Brasilien.
Ciro de Freitas Vale zeigte offen seine Sympathien für die NSDAP. Bei der brasilianischen Botschaft in Berlin beantragte der Hilfsausschuss für katholische Nichtarier Visa für Auswanderungen. De Freitas de Valle verhinderte aus antisemitischen Motiven nahezu gänzlich die Eintragung der Sichtvermerke, obwohl dem Heiligen Stuhl ein Einreisesonderkontingent für 3000 Katholiken zugesagt worden war.
Im brasilianischen Konsulat in Hamburg stellten, ab dem 8. November 1938 Aracy de Carvalho Guimarães Rosa und João Guimarães Rosa Visa an Verfolgte des Naziregimes aus.
Das Reichsaußenministerium forderte von Ciro de Freitas Vale, dass er Aracy de Carvalho Guimarães Rosa, da dieser kein Verständnis für Nazismus hätte, nach Brasilien als Persona non grata zurückschickt, diesem Wunsch kam Freitas de Vale nicht nach. Nachdem am Nachmittag des 11. Dezember 1941 Adolf Hitler in der Krolloper und Benito Mussolini vom Balkon des Palazzo Venezia der Regierung von Franklin D. Roosevelt den Krieg erklärt hatten, suchte Freitas Vale um Erlaubnis an, das Archiv der Berliner Botschaft zu verbrennen.
Nach dem Abbruch der diplomatischen Beziehungen, vom 28. Januar bis 23. Mai 1942 war er mit den übrigen diplomatischen Vertretern Brasiliens in Baden-Baden interniert. Am 21. August 1942 erklärte die Regierung von Getúlio Vargas den Regierungen der Achsenmächte den Krieg.
Von Mai bis Oktober 1942 war er Geschäftsträger in Madrid. Vom 2. April 1944 bis 1. August 1946 war Ciro de Freitas Vale Botschafter im kanadischen Ottawa. Die Universität Laval verlieh ihm 1945 die Ehrendoktorwürde. 1946, nach der Wahl von Juan Perón zum Präsidenten, wurde der Perón-Freund João Batista Luzardo durch den Geschäftsträger Oswaldo Furst abgelöst und von 1947 bis 1948 durch Freitas Vale als Botschafter in Argentiniens Hauptstadt Buenos Aires ersetzt. Er war Freund von Spruille Braden. Von 1952 bis 1955 war er Botschafter in Santiago de Chile. Von 1955 bis 1960 war er Botschafter beim UN-Hauptquartier.